# Anna Demidova
Anna Stepanovna Demidova, (1878 - 17 de julho de 1918) foi uma dama de companhia da czarina Alexandra Feodorovna.
Ela compartilhou do exílio da família Romanov em Tobolsk e Ekaterimburgo a seguir à Revolução Russa de 1917, e foi morta com eles em 17 de julho de 1918. Como a família, Demidova foi canonizada como neomártir pela Igreja Ortodoxa Russa no Exterior em 1981, como vítima de repressão Soviética.
Demidova acompanhou a czarina Alexandra, o czar Nicolau II e a Grã-duquesa Maria Nikolaevna quando eles foram transferidos de Tobolsk para Ekaterimburgo em abril de 1918. As restantes crianças Romanov e outros membros do grupo permaneceram em Tobolsk por um mês, porque o czarevich Alexei Nikolaevich Romanov estava doente. Quando o grupo partiu, Demidova disse ao tutor inglês Sydney Gibbes, "Estou com tanto medo dos Bolcheviques, Mr. Gibbes, não sei o que eles farão conosco."
Na noite do assassinato, a família foi acordada e foi dito para que se vestissem. Demidova carregava dois travesseiros, dentro dos quais gemas foram costuradas. Demidova que desmaiara depois de ser baleada na perna, despertou e, se descobrindo viva, exclamou: "Graças a Deus! Deus salvou-me!" Ouvindo-a os assassinos atacaram-na. Gritando e chorando, ela tentou se defender, mas não conseguiu resistir.
A sobrinha-neta de Demidova, Natalie Demidova, compareceu ao seu funeral, que aconteceu em 17 de julho de 1998 na Catedral de São Pedro e São Paulo em São Petersburgo. Esse funeral foi realizado para Demidova, para a família Romanov e outras vítimas mortas pelos Bolcheviques oitenta anos depois.